# 蓋梅納
蓋梅納是剛果民主共和國的城鎮，也是南烏班吉省的首府，位於該國西北部，海拔高度420米，市內有機場設施和紀念蒙博托·塞塞·塞科母親的陵墓，2010年132,971。
機場挺大的，位於蓋梅納南邊。3°15′N 19°46′E / 3.250°N 19.767°E